# Chvalíkovice
Chvalíkovice település Csehországban, Opavai járásban. Chvalíkovice Opava, Vršovice, Hradec nad Moravicí és Branka u Opavy településekkel határos. Lakosainak száma 696 fő (2024. január 1.).

## Népesség
A település lakosságának változását az alábbi diagram mutatja:
| Lakosok száma | 394  | 454  | 436  | 447  | 606  | 679  | 669  | 696  | 698  | 696  |
|               | 1869 | 1890 | 1921 | 1950 | 1980 | 2001 | 2017 | 2019 | 2022 | 2024 |